# Nandi Hills (Kenia)
Nandi Hills es una localidad de Kenia, con estatus de villa, perteneciente al condado de Nandi.
Tiene 73 626 habitantes según el censo de 2009, la mayoría de los cuales viven en las áreas rurales que rodean al núcleo principal.

## Demografía
Los 73 626 habitantes de la villa se reparten así en el censo de 2009:
- Población urbana: 6968 habitantes (3484 hombres y 3484 mujeres)
- Población periurbana: 3152 habitantes (1661 hombres y 1491 mujeres)
- Población rural: 63 506 habitantes (32 854 hombres y 30 652 mujeres)

## Transportes
Se sitúa en una carretera secundaria que une la C39 a la altura de Kapsabet con la C34 a la altura de Chemelil.